# Sistema Direzionale Orientale

Schema del Sistema Direzionale Orientale previsto dal PRG di Roma del 1962

Il Sistema Direzionale Orientale, noto anche con l'acronimo SDO, fu un progetto urbanistico integrato di riorganizzazione e ricollocazione delle infrastrutture direzionali della città di Roma al di fuori dal centro storico mediante la costruzione di un centro direzionale che avrebbe dovuto realizzarsi a partire dagli anni sessanta del XX secolo ma che tuttavia, dopo successivi rinvii e revisioni, non fu mai attuato e fu di fatto accantonato alla fine degli anni novanta per lasciare il passo a progetti più settoriali; la formalizzazione dell'abbandono del SDO in quanto tale si ebbe con l'approvazione del Piano Regolatore Generale del 2008, che eliminava la concentrazione del centro direzionale in un unico settore per decentrarlo nei vari Municipi della Capitale.

## Storia

### Gli anni 1950
L'idea del SDO nacque durante gli anni 1950, quando in Europa dilagava la moda dei Central Business District. Nel 1954, l'amministrazione capitolina guidata da Salvatore Rebecchini affidò a un Comitato di Elaborazione Tecnica (CET) il compito di predisporre il nuovo Piano Regolatore Generale, in sostituzione di quello del 1931 divenuto da tempo obsoleto. Il CET era composto da Enrico Lenti e Roberto Marino (in rappresentanza dell'Ordine degli Ingegneri), Luigi Piccinato e Vincenzo Monaco (in rappresentanza dell'Ordine degli Architetti), Ludovico Quaroni e Saverio Muratori (in rappresentanza dell'INU), Giuseppe Nicolosi ed Enrico Del Debbio (per le facoltà di Ingegneria e di Architettura) e presieduto dall'assessore all'urbanistica del Comune (prima Enzo Storoni e poi Ugo d'Andrea).
Uno dei punti fermi del CET consisteva nel riequilibrare le sorti di Roma realizzando un asse attrezzato nella zona orientale della Capitale. La scelta delle aree su cui realizzare questo centro direzionale ricadde principalmente sulle zone di Pietralata e Centocelle. Alle iniziali due si aggiunsero anche quelle dei comprensori Tiburtino e Casilino.

### Gli anni 1960
Il nuovo piano regolatore, alla cui stesura aveva partecipato Luigi Piccinato, fu adottato il 18 dicembre 1962 (con DCC n. 614). Al suo interno vennero inserite le "zone I: Centri Direzionali", ovvero le aree dove sarebbe dovuto sorgere ufficialmente il SDO. Il PRG venne poi approvato il 16 dicembre 1965. Per il SDO venne prevista una cubatura direzionale e, in misura minore, residenziale, per complessivi 40 milioni di metri quadrati, distribuiti su circa 800 ettari, serviti da una complessa rete viaria dominata da un'autostrada urbana.
Tra le sue indicazioni, il nuovo piano prevedeva per le "zone D" - grossomodo le aree semicentrali della città - il completamento secondo i piani particolareggiati di attuazione del PRG del 1931, con tipi edilizi modificati. Questo permise edificazioni con densità altissime, che in alcuni casi andranno a investire anche aree destinate alla realizzazione del SDO. A tali compromissioni si aggiunsero i casi di licenze edilizie rilasciate prima dell'adozione del piano regolatore del 1962, od ottenute in tempi successivi, per via di ricorsi alla giustizia amministrativa.
Intanto era stata emanata dal parlamento la legge 167/1962 che introduceva i Piani per l'Edilizia Economica e Popolare nelle cosiddette Zone 167. Il primo PEEP del Comune di Roma fu approvato nel 1964.

### Gli anni 1970
Il 6 dicembre 1967 venne approvata una variante generale al piano regolatore che confermava le previsioni per la direzionalità. Seguirono poi altre importanti varianti, fra cui quella generale del 1974 che, tra l'altro, ridusse di più della metà le cubature direzionali e residenziali da insediare nel SDO, e la variante settoriale del luglio 1978 in cui vennero istituite le "zone O", ossia i nuclei di edilizia abusiva formatisi dopo il 1962. A parte un tentativo andato a vuoto nel 1969 di affidare in concessione all'Italstat la realizzazione dell'operazione, fino al 1980 il dibattito sul SDO non andò oltre le dichiarazioni di intenti. Nel corso della prima metà degli anni ottanta seguirono alcuni provvedimenti amministrativi, tuttavia privi di effetti concreti immediati.

### Gli anni 1980
Nel 1985 l'amministrazione comunale guidata da Nicola Signorello, rendendosi conto della numerose difficoltà sopraggiunte, e dei relativi ritardi, alla realizzazione del SDO, commissionò nel 1985 uno studio di fattibilità tecnico-economica. Esso portò alla luce le numerose difficoltà che erano state la causa del mancato decollo dell'operazione SDO. E nel 1992 il Comune di Roma, avvalendosi della consulenza di Sabino Cassese, Gabriele Scimemi e Kenzō Tange, elaborò un Progetto Direttore, i cui punti forti furono il decongestionamento del centro storico dalle funzioni amministrative e direzionali, l'aumento della mobilità della popolazione e la riqualificazione del settore orientale anche attraverso la realizzazione di centri integrati di servizi e di parchi urbani.

### Gli anni 1990
Il 15 dicembre 1990 venne varata dal governo la legge 396/1990 che istituiva i fondi per Roma Capitale della Repubblica Italiana. Con questa legge le aree pubbliche demaniali vengono cedute al Comune di Roma, mentre all'art. 8 è prevista l'elaborazione di un Programma Pluriennale con cui effettuare i vari espropri delle, ormai rimanenti, aree del SDO. Un altro obiettivo della legge è quello di adeguare la dotazione dei servizi e delle infrastrutture per la mobilità urbana e metropolitana anche attraverso la definizione di un sistema di raccordi intermodali, la riorganizzazione delle attività aeroportuali, nonché il potenziamento del trasporto pubblico su ferro con sistemi integrati ed in sede propria, sotterranea e di superficie.
In questa stessa legge l'area della stazione Tiburtina, facente parte del Comprensorio Direzionale di Pietralata, viene "staccata" da essa e affidata a FS SpA. L'azienda dovrà redigere un Programma di Assetto Generale delle Aree Ferroviarie Romane, strumento programmatico e di indirizzo per la successiva elaborazione di un Piano di Assetto dell'Area della Stazione Tiburtina.
Lo SDO praticamente svanisce tra le compromissioni edilizie, il poco spazio ormai a disposizione e le lungaggini dei tempi burocratici. Le aree dell'ex-aeroporto di Centocelle, sulle quali era stato nel frattempo apposto il vincolo archeologico, vengono destinato a parco pubblico e le sedi direzionali vengono concentrate unicamente nel quartiere di Pietralata.
Nel 1994 viene approvato il Programma Pluriennale per la Realizzazione del SDO. Al termine dell'anno si predispose l'acquisizione delle aree del Comprensorio Direzionale di Pietralata con un impegno di spesa di circa 120 miliardi di lire, di cui circa 65 a carico dello Stato.
Il 1995 è l'anno di approvazione del Progetto Direttore (con DCC n. 75/1995), che comunque ha solo valore programmatico e di indirizzo per la successiva elaborazione dei vari strumenti attuativi dei quattro comprensori (Pietralata, Tiburtino, Casilino e Centocelle).
L'amministrazione comunale e FS SpA decidono di avvalersi della consulenza di 13 architetti di "chiara fama" invitandoli a fornire risposte strategiche sulle aree di Pietralata e della Stazione Tiburtina. Iniziò così l'elaborazione di un Progetto Urbano Pietralata-Tiburtina, un altro strumento programmatico e propedeutico ai successivi Piano Particolareggiato del Comprensorio Direzionale di Pietralata e Piano di Assetto dell'Area della Stazione Tiburtina, di competenza di FS SpA. Il PU mette in coerenza finalità ed obiettivi del Progetto Direttore e del Piano di Assetto Generale delle Aree Ferroviarie Romane.
- Per il Comprensorio Direzionale di Pietralata furono invitati 6 architetti: Alessandro Anselmi, Carlo Aymonino, Oriol Bohigas, Rob Krier, Paolo Portoghesi e Franco Purini.
- Invece, per l'area della stazione Tiburtina furono 7: Paul Andreu, Massimiliano Fuksas, Herman Hertzberger, Michael Hopkins, Kishō Kurokawa, Renzo Piano e Otto Steidle.

Molti di questi professionisti si sentirono in "obbligo" di proseguire il disegno progettuale anche nell'area contigua alla loro assegnata, per via dell'evidente forte relazione esistente fra Pietralata e la stazione Tiburtina. Per la stazione Tiburtina fu scelto il progetto di Renzo Piano, che però rimase sulla carta; mentre per il Comprensorio Direzionale vennero selezionate le proposte di Franco Purini e Paolo Portoghesi. I due architetti furono, quindi, incaricati di elaborare uno studio preliminare volumetrico. Mentre Purini si interessò dell'area direzionale, Portoghesi disegnò il parco pubblico contingente essa.
Con DCC del Comune di Roma n. 114 dell'11 luglio 1997 venne finalmente adottato il Piano Particolareggiato del Comprensorio Direzionale di Pietralata. Di lì a poco inizieranno anche i primi scavi archeologici nell'area.

### Gli anni 2000
Nel 2001 il PP di Pietralata venne definitivamente approvato con DGR del Lazio n. 79 del 24 gennaio. Ad aprile il Presidente del Consiglio dei Ministri Giuliano Amato promuove un Protocollo d'Intesa per l'avvio del programma di rilocalizzazione delle sedi della Pubblica Amministrazione e per la riqualificazione dell'area di Pietralata. Il Ministero dell'ambiente, il Ministero delle politiche agricole, l'ISTAT, l'ANPA, l'ICRAM, l'Università “La Sapienza” di Roma e la provincia di Roma saranno i beneficiari delle aree di Pietralata. Si attendono ora i bandi di concorso per i singoli edifici.
Nel settembre 2003 il Ministro per le Infrastrutture Pietro Lunardi e il sindaco di Roma Walter Veltroni firmano un Protocollo d'Intesa per il SDO, in cui sono indicate le metrature e le aree spettanti ai singoli enti pubblici che verranno collocati a Pietralata.
Nel 2005, sempre Veltroni, rileva che il Governo non ha più intenzione di trasferire i Ministeri nel Comprensorio Direzionale. Chiede quindi la realizzazione di un campus universitario da affidare alla prima università di Roma. Nel 2007 l'ISTAT acquista le aree per la realizzazione del suo nuovo quartier generale, che verrà cancellato per via di alcune faccende interne l'istituto.
Il 12 febbraio 2008, con DCC n. 18, viene approvato il Nuovo PRG di Roma. Una delle principali scelte strategiche di tale piano è la diffusione sul territorio di Centralità Metropolitane, ovvero di Poli Direzionali in cui inserire oltre ad attività amministrative e direzionali anche centri culturali, sportivi e ludici di qualità.
L'anno seguente iniziano i lavori di costruzione della nuova rete stradale a Pietralata.

### Gli anni 2010
In questo decennio è per certo che soltanto l'Università Sapienza usufruirà delle aree del Comprensorio Direzionale. Il 23 marzo 2011 viene firmato un protocollo tra il Direttore del Dipartimento Periferie del Comune e il Rettore dell'Università in cui viene sancito il trasferimento delle aree dal Comune all'Ateneo, per la realizzazione del Campus Universitario. Gli altri edifici direzionali rimangono in attesa di "assegnazione".
Intanto proseguono i lavori di scavo e di realizzazione della nuova rete stradale e vengono trovate le risorse per la realizzazione di alcune opere minori e di supporto alla buona riuscita del nuovo quartiere direzionale.
Nel 2012 viene approvata l'ultima variante al PP del Comprensorio Direzionale di Pietralata, che viene denominata "non sostanziale". Sulla base di essa il Comune elabora un Programma di Riqualificazione Urbana di Pietralata, PRIU, in cui sono previsti 22 interventi per un totale di circa 804 milioni di euro. Del PRIU fa parte il Contratto di Valorizzazione Urbana (CUV) in cui sono inseriti i primi 11 interventi da realizzare, per una spesa di circa 113 milioni di euro.
Da settembre 2014 sono in corso alcuni scavi archeologici nell'area del nuovo quartiere direzionale.

### Gli anni 2020
Nel 2022 è stato annunciato che nella zona di Pietralata sorgerà il nuovo stadio dell'AS Roma.